# Soveria
Soveria település Franciaországban, Haute-Corse megyében. Lakosainak száma 112 fő (2022. január 1.). Soveria Corte, Castirla, Corscia, Omessa és Tralonca községekkel határos.

## Népesség
A település népessége az elmúlt években az alábbi módon változott:
| Lakosok száma | 70   | 55   | 59   | 101  | 113  | 118  | 117  | 117  | 116  | 112  |
|               | 1968 | 1982 | 1990 | 2006 | 2013 | 2015 | 2017 | 2019 | 2020 | 2022 |